# Црква Светог Николе у Вишњићеву
Црква Светог Николе у Вишњићеву, насељеном месту на територији општине Шид, припада Епархији сремској Српске православне цркве.
Црква посвећена Преносу моштију Светог Николе, подигнута је у периоду од 1790. до 1801. године.